# Dejr Channa
Dejr Channa nebo Dajr Channa (hebrejsky דֵיר חַנָּא, arabsky دير حنا Dajr Ḥanná nebo دير حنه Dajr Ḥannah, v oficiálním přepisu do angličtiny Deir Hanna) je místní rada (malé město) v Izraeli, v Severním distriktu.

## Geografie
Leží na nevysokém hřbetu v nadmořské výšce 264 metrů, v Dolní Galileji, na jihovýchodním okraji údolí Bik'at Sachnin, v místech kde do údolí svažuje vysočina Harej Jatvat s horou Har Netofa. Severně od vesnice se terén svažuje do vlastního údolí, kterým protéká vádí Nachal Chilazon. Do něj pak podél západní strany města přitéká vádí Nachal Chana. Na východní straně terén klesá do údolí vádí Nachal Calmon.
Město leží cca 20 kilometrů severoseverovýchodně od Nazaretu, cca 105 kilometrů severovýchodně od centra Tel Avivu a cca 35 kilometrů severovýchodně od centra Haify. Dejr Channa se nachází v hustě zalidněném pásu. Osídlení v tomto regionu je smíšené. Vlastní město je osídleno izraelskými Araby a další arabská sídla (včetně města Sachnin) leží v blízkém okolí. Židovská sídla jsou zde většinou jen v podobě malých vesnic (s výjimkou města Karmiel na severozápadní straně). Dejr Channa je na dopravní síť napojena pomocí lokální silnice číslo 805.

## Dějiny
Dejr Channa uchovává ve své názvu jméno starší vesnice Kfar Jochana (כפר יוחנה) zmiňované tu v Talmudu a Mišně. Původní židovské a křesťanské obyvatelstvo během středověku většinou nahradili arabští muslimové. V 18. století si ve vesnici postavil palác místní vládce Daher el-Omar. Francouzský cestovatel Victor Guérin popisuje obec koncem 19. století jak malé sídlo s cca 30 rodinami. Omarův palác byl v té době již v troskách.
Dejr Channa byla stejně jako celá centrální Galilea dobyta izraelskou armádou během První arabsko-izraelské války v říjnu 1948 v rámci Operace Chiram. Po dobytí nebyla tato arabská vesnice vysídlena a její obyvatelé se stali občany státu Izrael. V roce 1975 byla vesnice povýšena na místní radu (malé město).
V březnu 1976 probíhaly v Dejr Channa masové demonstrace proti omezování správních hranic zdejších arabských obcí na úkor nově zřizovaných židovských sídel. Protesty byly nejsilnější právě zde a ve městě Sachnin. Podle policejní verze zaútočil v Dejr Channa na vojenské vozidlo dav ozbrojený Molotovovými koktejly. Bezpečnostní síly při následném zásahu zranily sedm místních obyvatel, z nichž jeden na následky zemřel. V Dejr Channa a okolních vesnicích byl pak vyhlášen zákaz vycházení. Události z roku 1976 si izraelští Arabové pravidelně připomínají v rámci takzvaného Land day (Den půdy).
V roce 2009 se uvádělo, že místní radnice v Dejr Channa v rámci projektu financovaného Evropskou unií RehabiMed chystá rekonstrukci zdejšího paláce Dahera el-Omara a jeho proměnu na prioritní turistickou památku. Na plánované rekonstrukci se podílí místní památkář Abed Jasin.

## Demografie
Dejr Channa je etnicky čistě arabské město. Podle údajů z roku 2005 tvořili 89,5 % obyvatel arabští muslimové, 10,5 % arabští křesťané. Jde o menší sídlo městského typu, byť zástavba má zejména na okrajích obce rozvolněný a spíše venkovský ráz. K 31. prosinci 2017 zde žilo 10 100 lidí.
| Rok            | 1922 | 1931 | 1945 | 1955  | 1961  | 1972  | 1980  | 1983  | 1990  | 1993  | 1994  | 1995  | 1996  | 1997  | 1998  | 1999  | 2000  |
| -------------- | ---- | ---- | ---- | ----- | ----- | ----- | ----- | ----- | ----- | ----- | ----- | ----- | ----- | ----- | ----- | ----- | ----- |
| Počet obyvatel | 429  | 563  | 750  | 1 400 | 1 700 | 3 000 | 4 200 | 4 400 | 5 500 | 6 000 | 6 100 | 6 400 | 6 600 | 6 800 | 7 000 | 7 200 | 7 400 |

| Rok            | 2001  | 2002  | 2003  | 2004  | 2005  | 2006  | 2007  | 2008  | 2009  | 2010  | 2011  | 2012  | 2013  | 2014  | 2015  | 2016  | 2017   |
| -------------- | ----- | ----- | ----- | ----- | ----- | ----- | ----- | ----- | ----- | ----- | ----- | ----- | ----- | ----- | ----- | ----- | ------ |
| Počet obyvatel | 7 600 | 7 800 | 8 200 | 8 300 | 8 500 | 8 600 | 8 800 | 8 995 | 8 898 | 9 000 | 9 200 | 9 400 | 9 500 | 9 600 | 9 800 | 9 900 | 10 100 |